# Destruição de instrumentos

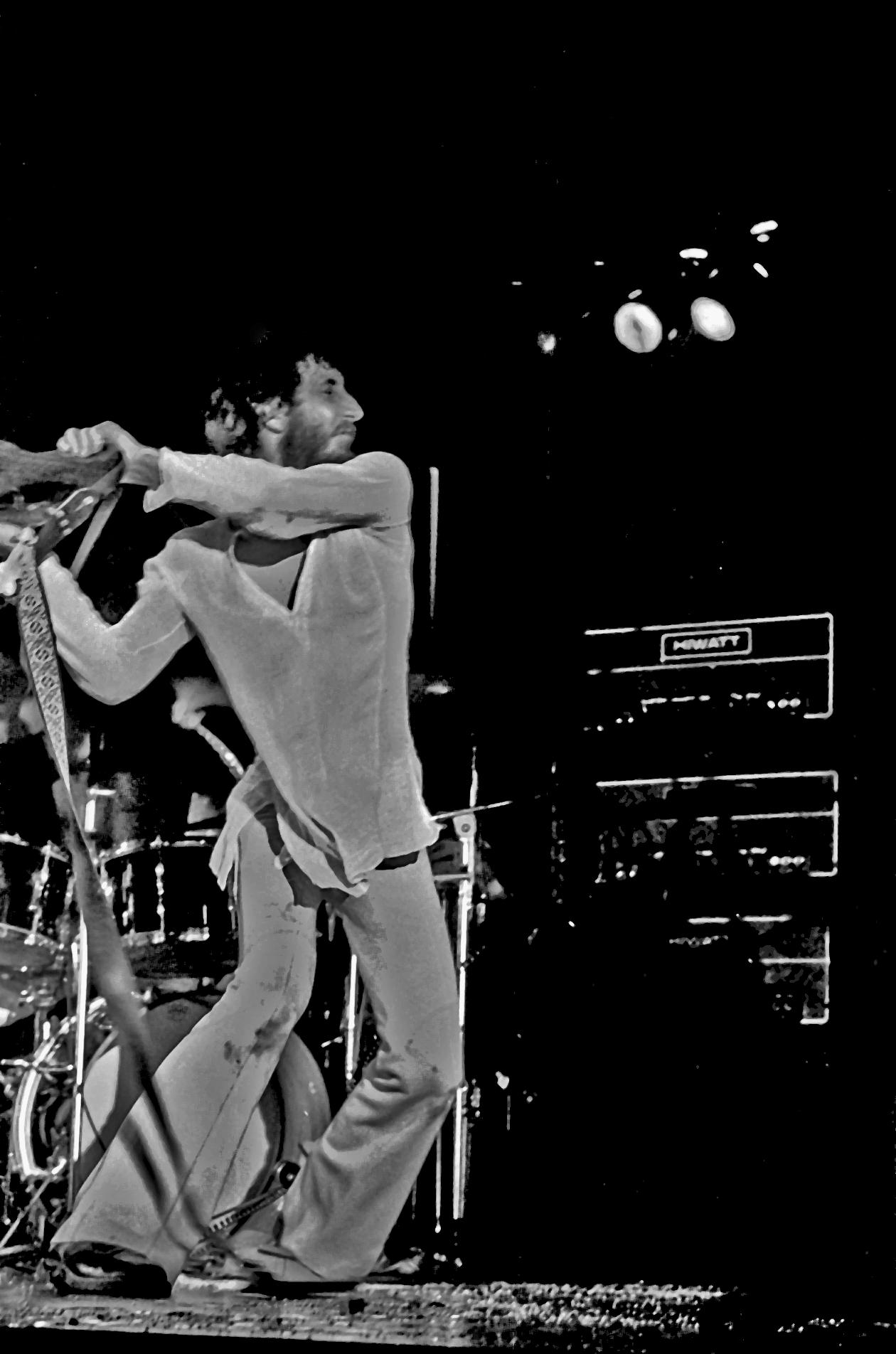
Pete Townshend do The Who destruindo uma guitarra

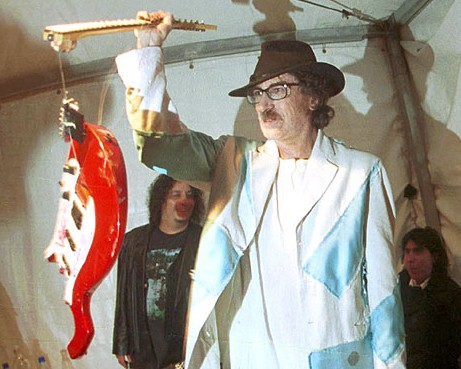
Charly García com uma guitarra destruída na Casa Rosada, 2004

A destruição de instrumentos musicais é um ato realizado por alguns músicos de pop, rock e outros durante apresentações ao vivo, principalmente no final do show.

## Início da prática
Em 1956, no Lawrence Welk Show, um artista com traje zoot conhecido como "Rockin' Rocky Rockwell" fez uma versão zombeteira do hit de Elvis Presley, "Hound Dog". No final da música, ele quebrou um violão no joelho.  O músico country norte-americano Ira Louvin era famoso por quebrar bandolins que considerava desafinados. 
Jerry Lee Lewis pode ser o primeiro artista de rock a destruir seu equipamento no palco, com várias histórias, possivelmente errôneas, sobre ele destruindo e queimando pianos na década de 1950. Vários músicos contemporâneos, incluindo Annea Lockwood, Yōsuke Yamashita e Diego Stocco, incorporaram a queima de piano em suas composições.
O músico de jazz Charles Mingus, conhecido por seu temperamento explosivo, supostamente quebrou seu baixo de US$ 20 mil no palco em resposta aos questionamentos do público no Five Spot de Nova York. 
"One for Violin Solo" de Nam June Paik, apresentada em 16 de junho de 1962, apresentava Paik levantando um violino muito lenta e atentamente e depois quebrando-o com um golpe na mesa.
Em Londres, em 1966, um grupo de artistas de todo o mundo se reuniu para participar do primeiro Destruction in Art Symposium (DIAS). De acordo com o comunicado de imprensa do evento, o principal objetivo do DIAS era “focar a atenção no elemento de destruição nos Happenings e outras formas de arte, e relacionar esta destruição na sociedade”. Dois eventos estavam programados para ocorrer em Londres. Durante o Symposium, Raphael Montañez Ortiz realizou uma série de sete eventos de destruição pública, incluindo seus concertos de destruição de piano, que foram filmados pela American Broadcasting Company e pela BBC. Dois anos depois, a cidade de Nova York sediou o segundo Destruction in Art Symposium na Judson Church em Greenwich Village. Os artistas que se reuniram em torno deste movimento artístico e do seu desenvolvimento opuseram-se à destruição sem sentido da vida humana e das paisagens gerada pela Guerra do Vietnã.
Durante o Festival of Misfits em 1962, o artista do Fluxus Robin Page realizou seu evento chamado "Guitar Piece". Page jogou sua guitarra para fora do palco e chutou-a para fora da porta do ICA e pela Dover Street até que ela se quebrasse totalmente. Esta obra de arte performática inspirou o guitarrista Pete Townshend do The Who, que foi o primeiro artista de rock arrasador de guitarras.  A Rolling Stone Magazine incluiu o esmagamento de uma guitarra Rickenbacker no Railway Tavern em Harrow and Wealdstone em setembro de 1964   em sua lista de "50 momentos que mudaram o Rock & Roll".  Aluno de Gustav Metzger, Townshend via o esmagamento de sua guitarra como uma espécie de arte autodestrutiva.
Keith Moon, baterista do The Who e colega de banda de Townshend, também era conhecido por destruir sua bateria. O episódio mais famoso disso ocorreu durante a estreia do The Who na televisão dos Estados Unidos no Smothers Brothers Comedy Hour em 1967. Moon sobrecarregou seu bumbo com cargas explosivas que foram detonadas durante o final da música, "My Generation". A explosão fez com que a convidada Bette Davis desmaiasse, incendiou o cabelo de Pete Townshend e, segundo a lenda, contribuiu para sua posterior surdez parcial e zumbido. Moon também ficou ferido na explosão quando estilhaços dos pratos cortaram seu braço.  Mais tarde, a VH1 colocou este evento em décimo lugar em sua lista dos vinte maiores momentos do rock and roll na televisão. 
Sérgio Ricardo, no III Festival da MPB em 1967, ao apresentar sua canção "Beto bom de Bola" classificada entre as finalistas, foi intensamente vaiado. Após pedir silêncio ao público várias vezes e tentar apresentar a canção sem conseguir sequer ouvir os instrumentos, acabou por desistir e quebrar seu violão, atirando os fragmentos ao público e abandonando o palco, o que culminou na sua desclassificação.
Jeff Beck, então membro dos The Yardbirds, destruiu relutantemente uma guitarra no filme Blow-Up, de 1966, após ser instruído a imitar o The Who pelo diretor Michelangelo Antonioni.  Jimi Hendrix também era conhecido por destruir suas guitarras e amplificadores. Ele ficou famoso por queimar duas guitarras em três shows, principalmente no Monterey Pop Festival de 1967.  Em um esforço para superar a destruição de seus instrumentos pelo Who no início do mesmo evento, Hendrix derramou fluido de isqueiro sobre sua guitarra e ateou fogo, embora "eu tivesse acabado de pintá-la naquele dia", como ele comentaria mais tarde.  Em 2004, a revista Rolling Stone incluiu isso em sua lista de "50 momentos que mudaram o rock & roll" ao lado do primeiro sucesso de guitarra de Townshend em 1964. 
A destruição de instrumentos também apareceu em outros gêneros musicais além da música pop e rock. Perto do final do monodrama Eight Songs for a Mad King, de Peter Maxwell Davies, apresentado pela primeira vez em 1969, o vocalista pega o violino de um dos músicos e o quebra.

## Exemplos posteriores
Em 1968, um piano foi lançado de um helicóptero perto de Seattle, Washington, para divulgar um concerto ao ar livre. Em 2019, o piano foi exumado pelo Centro Cultural Jack Straw e exposto em uma galeria. Vários compositores e músicos locais tocaram no instrumento recuperado. 
Ritchie Blackmore do Deep Purple e Rainbow quebrou guitarras em apresentações ao longo da década de 1970, principalmente no California Jam Festival, que foi filmado (ver California Jamming). 
Paul Simonon, do The Clash destruiu seu baixo Fender Precision apenas uma vez na lateral do palco, frustrado porque os seguranças do show não permitiram que o público se levantasse de seus assentos. Uma fotografia tirada por Pennie Smith do evento se tornou a capa icônica do álbum London Calling. 
Em 1991, o artista country Garth Brooks e o então membro da banda Ty England quebraram seus violões no final de "Friends In Low Places" na Reunion Arena em Dallas, Texas. 
Kurt Cobain e os membros do Nirvana também quebraram guitarras e outros equipamentos em apresentações ao longo da carreira da banda, desde o final dos anos 1980 até o início dos anos 1990.   A esposa de Cobain, Courtney Love, vocalista do Hole, às vezes também destruía suas guitarras no palco,  bem como quebrava microfones,  empurrava pilhas de amplificadores e desmontava kits de bateria. 
O Pearl Jam frequentemente destruía seus instrumentos em shows, principalmente no MTV Music Awards de 1993, no final da apresentação de "Keep On Rockin' In The Free World" com Neil Young.  Esta tendência continua até hoje, onde recentemente, em 2022, no show final de sua turnê europeia, Mike McCready quebrou uma Fender de US$ 15.000 durante uma apresentação de encerramento da mesma música. 
Nine Inch Nails eram famosos por destruir quaisquer instrumentos, e também equipamentos de som, que falhassem no palco, com sua turnê Lollapalooza de 1991 tendo dez guitarras quebradas em cada show,  assim como Trent Reznor jogando teclados Yamaha DX7 ou usando sua bota para remova suas chaves.  Um técnico de guitarra em sua turnê Self Destruct estimou que 137 Gibson Les Pauls foram destruídas durante esses shows. 
Matthew Bellamy do Muse tem o recorde mundial do Guinness por quebrar o maior número de guitarras em uma turnê, com 140. 
Na famosa cena da festa da toga no filme National Lampoon's Animal House, o personagem de John Belushi, Bluto, se depara com um cantor folk (retratado pelo cantor e compositor Stephen Bishop, que é creditado como "Charming Guy With Guitar") cantando "The Riddle Song" para um grupo de universitárias. Bluto tira abruptamente o violão do cantor de suas mãos e o joga contra a parede, depois devolve um pedaço lascado dele, simplesmente dizendo "Desculpe". 
Em 2007, Win Butler do Arcade Fire destruiu um violão no final de uma apresentação ao vivo de "Intervention" no Saturday Night Live, depois que uma corda quebrou durante a apresentação. 
Em 2012, o vocalista do Green Day, Billie Joe Armstrong, destruiu sua guitarra e Mike Dirnt destruiu seu baixo no meio de uma apresentação ao vivo no festival de música iHeartRadio em Las Vegas, frustrado por ter o tempo de apresentação reduzido. 
Em 2021, Phoebe Bridgers quebrou sua guitarra Danelectro contra uma cunha do palco durante sua apresentação ao vivo de "I Know The End" no Saturday Night Live. 